# Migvie Castle
Migvie Castle ist die Ruine einer Niederungsburg westlich des Dorfes Migvie in der schottischen Council Area Aberdeenshire.

## Geschichte
Die Burg liegt an einer strategisch wichtigen Position an der alten Straße nach Norden von Aboyne nach Strathdon auf dem Gipfel eines Hügels. Erstmals wurde sie 1268 in einer Charta von Uilleam, Earl of Mar, erwähnt. Sie war der Sitz der Lords of Cromar und das Caput des Baronats Cromar. In den 1440er-Jahren gehörte Migvie Castle dem Clan Rutherford of Tarland und 1452 fiel sie an Alexander Gordon, 1. Earl of Huntly. Bereits 1565 war die Burg unbewohnbar.

## Beschreibung
Heute kann man oberirdisch nur noch leichte Spuren der Kurtine sehen. Die mit Rasen und Gestrüpp überdeckten Fundamente weisen auf einen rechteckigen Grundriss mit den Maßen 45 Meter × 23 Meter hin. Der besterhaltene Teil der Umfassungsmauer befindet sich im Westen des Geländes, wo sie noch 0,9 Meter hoch und 1,8 Meter breit steht. Sie besteht aus Bruchstein, der mit Kalkmörtel verbunden ist. Migvie Castle gilt als Scheduled Monument.